# 스튜어트 타운젠드
스튜어트 타운젠드(Stuart Townsend, 1972년 12월 15일 ~ )는 아일랜드의 배우이다.

## 출연 작품
- 트랩트